# Parlatoria emeiensis
Parlatoria emeiensis är en insektsart som beskrevs av Tang 1984. Parlatoria emeiensis ingår i släktet Parlatoria och familjen pansarsköldlöss. Inga underarter finns listade i Catalogue of Life.